# Recinto amurallado de Cañete
El recinto amurallado de Cañete es un conjunto histórico-artístico de España situado en el municipio castellano-manchego de Cañete, en la provincia de Cuenca. Fue declarado bien de interés cultural el 16 de abril de 1996. Comprende la muralla —de la cual es destacable su configuración en zig-zag— el castillo y diversos restos del pasado medieval de la localidad, con elementos tanto románicos como de influencia árabe y también modificaciones posteriores no medievales. 
Es el recinto amurallado mejor conservado de la provincia de Cuenca, así como uno de los mayores, y una parte de la misma muralla ha quedado embutida en diversas casas particulares a lo largo de su longitud. Cuenta con dos puertas mayores y tres postigos, todos ellos conservados. La villa de Cañete, de origen posiblemente romano, fue una ciudad amurallada andalusí hasta el siglo XII, cuando fue reconquistada en la campaña de Cuenca en 1117; posteriormente fue cedida a la mitra de ésta en 1183.

## Descripción
El interés de Cañete destaca por su delimitación defensiva, relación ciudad-castillo, además del asentamiento estratégico de este último. La muralla se conserva en un porcentaje muy sustancial con diversas puertas en pie. Debió tener unos 8 m de altura, con un grosor de 2-2,50 m de promedio. Como es habitual en las fortificaciones medievales en los ángulos o cambios de trazado aparecen torreones de defensa cilíndricos. Tanto estos elementos como el castillo se levantan sobre recursos naturales; el primero sobre la vaguada del río, el segundo sobre la cresta rocosa que remata el cerro de Cañete. Sobre este cinturón se encuentra la puerta de San Bartolomé, con puerta acotada y cierre en lienzo interior, de clara influencia árabe. También es notable la puerta de las Eras, con bóveda, sillería en arcos de medio punto y herradura y disposición acodada en su planta, con trazas románicas y un torreón de defensa sobre ella. La Puerta de la Virgen es de estilo románico, medio punto con bocel.
El Castillo, al oeste del recinto, es de planta longitudinal afilada hacia el Norte, donde termina el torreón circular. Es uno de los mayores de España. No tiene sin embargo construcciones sobresalientes; tan solo el edificio que separa los recintos central y meridional tiene dos torrecillas de escasa altura. Extramuros, junto a la puerta de la Virgen, se encuentra la ermita de Nuestra Señora de la Zarza, de corte renacentista, con muchas modificaciones. Su planta es rectangular con cinco tramos, más alto el del altar mayor.
El conjunto de casas que se encuentran sobre la muralla constituye junto al río un paisaje urbano de interés. En la plaza Mayor de la localidad se localizan la casa consistorial y la iglesia de San Julián. La primera es de estilo herreriano, cuadrado y rodea a un patio. En la fachada se observan una torreta lateral y un balcón central. La iglesia de San Julián es de estilo renacentista. Su planta tiene forma de cruz latina, con bóveda de media naranja sobre pechinas y una portada del siglo XVIII. En la plaza mayor existen también zonas porticadas con pilares en piedra y madera, con capiteles. Otras edificaciones notables son el conjunto de la calle del Agua, de caserío popular y tipología medieval, o la placetilla de la muralla, con alineación irregular y caserío de 2-3 plantas.